# Açude Cachoeira dos Cegos
O Açude Cachoeira dos Cegos ou Açude do Cego, fica situado no município de Catingueira, localizado na Região Metropolitana de Patos, estado da Paraíba, e tem capacidade para armazenar 71.887.047 de metros cúbicos. O manancial foi construído no período de 1992 a 1995, na comunidade Várzea do Ovo, ganhando a denominação Açude do Cego por causa de um morador do local que possuía incapacidade visual. A bacia hídrica, uma represa, situa-se inteiramente na região norte do município, em uma extensão de 13 km. A comporta manda água para uma parte do município de Catingueira e para todo o município de Emas A área de montante atende diretamente 150 famílias, rica na produção de peixes e grande potencial, principalmente para agroturismo. 